# Helicteres macropetala
Helicteres macropetala är en malvaväxtart som beskrevs av Adrien Henri Laurent de Jussieu. Helicteres macropetala ingår i släktet Helicteres och familjen malvaväxter. Inga underarter finns listade i Catalogue of Life.